# Digitaria ankaratrensis
Digitaria ankaratrensis är en gräsart som beskrevs av Aimée Antoinette Camus. Digitaria ankaratrensis ingår i släktet fingerhirser, och familjen gräs. Inga underarter finns listade i Catalogue of Life.